# Minamitori-shima
Minamitori-shima (南鳥島, Minamitorishima, littéralement « île des oiseaux du sud ») ou l'île Minamitori ,  également connue sous le nom d'île Marcus, est une île du Japon située dans l'océan Pacifique nord et faisant partie de la sous-préfecture d'Ogasawara. Elle est très isolée, loin  à l'est de la fosse Izu-Ogasawara et de l'archipel Ogasawara dont elle ne fait pas  partie sur le plan géologique. L'île se trouve en effet de plain-pied sur la plaque pacifique.

## Histoire
L'île Minamitori avait été signalée par le navigateur Andrés de Arriola en 1694 : nommée Marcos sur les cartes espagnoles du XVIIIe siècle, elle a longtemps été appelée « île Marcus ».
Elle a été officiellement annexée par le Japon le 24 juillet 1898. Après la Guerre du Pacifique, les États-Unis, après avoir évacué le Japon le 28 avril 1952, ont continué à occuper Minamitori jusqu'au 15 mai 1972.

## Description

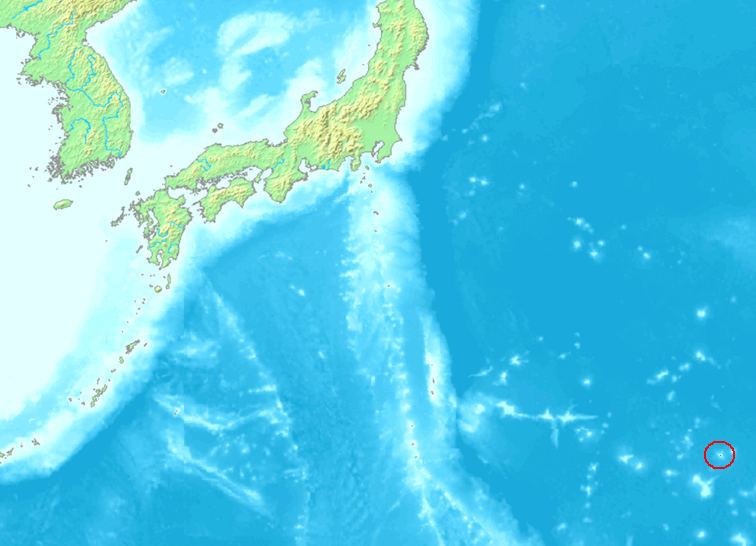
Position de l'île par rapport aux îles principales du Japon.

L'île, qui n'appartient à aucun archipel, marque l'extrême est du Japon et se situe à 1 017 km à l'est-nord-est des îles Maug qui constituent la caldeira d'un ancien volcan et appartiennent aux Mariannes du Nord, américaines. Minamitori-shima se trouve en outre à 1 269 kilomètres à l'est de l'île japonaise la plus proche, Minamiiwo, et à 1 859 km au sud-est de Tokyo. L'île a une superficie de 1,51 km2 et abrite un aérodrome, un débarcadère, une centrale électrique, une antenne-relais, une station scientifique et un poste des forces navales japonaises, mais il n'y a pas de population permanente et l'eau potable est apportée par navire-citerne.

## ZEE et fonds marins
La zone économique exclusive de l'île est de 428 875 km2. Ses fonds marins sont soupçonnés d'abriter des terres rares. Une première expédition pour étudier ces fonds a été menée par la JAMSTEC (en) en juin 2012, et une seconde en janvier 2013. Les chercheurs révèlent en mars 2013 que des échantillons de boues prélevés à 5 800 mètres de profondeur présentent une concentration de terres rares vingt à trente fois plus forte que dans les mines chinoises. En 2018, ces mêmes chercheurs estiment que ces gisements représenteraient une zone de 2 500 km2 avec environ seize millions de tonnes de terres rares à plus de 5 000 mètres de profondeur,.

## Climat
| Mois                                             | jan.      | fév.      | mars      | avril     | mai       | juin    | jui.      | août      | sep.      | oct.      | nov.      | déc.      | année     |
| ------------------------------------------------ | --------- | --------- | --------- | --------- | --------- | ------- | --------- | --------- | --------- | --------- | --------- | --------- | --------- |
| Température minimale moyenne (°C)                | 20,3      | 19,6      | 20,4      | 22,3      | 24,1      | 25,8    | 26,1      | 26,1      | 26,4      | 25,9      | 24,7      | 22,6      | 23,7      |
| Température moyenne (°C)                         | 22,4      | 21,8      | 22,5      | 24,3      | 26,1      | 28      | 28,5      | 28,4      | 28,5      | 27,9      | 26,5      | 24,5      | 25,8      |
| Température maximale moyenne (°C)                | 24,6      | 24,3      | 25,3      | 27,1      | 29        | 31      | 31,3      | 31        | 30,9      | 30,2      | 28,7      | 26,7      | 28,3      |
| Record de froid (°C) date du record              | 13,9 1977 | 13,8 1976 | 14,2 1993 | 16,4 1982 | 19,1 1984 | 20 1990 | 21,6 1951 | 21,8 1955 | 21,7 1951 | 20,8 2012 | 19,2 1994 | 16,7 1986 | 13,8 1976 |
| Record de chaleur (°C) date du record            | 29,7 2021 | 29 2001   | 30,2 1999 | 31,9 1955 | 34 1981   | 35 1957 | 35,6 1951 | 34,7 1951 | 35,3 1952 | 33,5 1985 | 34,2 1953 | 31,6 1952 | 35,6 1951 |
| Ensoleillement (h)                               | 170,8     | 179,4     | 222,3     | 240,2     | 275,1     | 311,2   | 276,3     | 248,1     | 254,6     | 250,8     | 211       | 182,3     | 2 821,7   |
| Précipitations (mm)                              | 69,7      | 43,4      | 56        | 59,6      | 100,6     | 44,3    | 139,8     | 177,1     | 94,8      | 89,6      | 83        | 90,8      | 1 052,8   |
| Nombre de jours avec précipitations              | 9         | 6,2       | 6,4       | 6,2       | 7,6       | 5,6     | 12,7      | 14,2      | 11,4      | 10,1      | 8         | 9,1       | 106,6     |
| dont nombre de jours avec précipitations ≥ 10 mm | 2,1       | 1,2       | 1,7       | 1,8       | 2,7       | 1,3     | 4,2       | 5         | 2,8       | 2,5       | 2         | 1,9       | 29,3      |
| Humidité relative (%)                            | 70        | 70        | 74        | 79        | 79        | 77      | 77        | 79        | 79        | 78        | 76        | 74        | 76        |

| Diagramme climatique                                  |              |            |              |             |            |               |             |              |              |            |              |
| J                                                     | F            | M          | A            | M           | J          | J             | A           | S            | O            | N          | D            |
| 24,620,369,7                                          | 24,319,643,4 | 25,320,456 | 27,122,359,6 | 2924,1100,6 | 3125,844,3 | 31,326,1139,8 | 3126,1177,1 | 30,926,494,8 | 30,225,989,6 | 28,724,783 | 26,722,690,8 |
| Moyennes : • Temp. maxi et mini °C • Précipitation mm |              |            |              |             |            |               |             |              |              |            |              |